# 沃肯達 (密蘇里州)
沃肯達（英語：Wakenda）是位於美國密蘇里州卡羅爾縣的非建制地區。

## 歷史
沃肯達的郵局於1876年設立，其後於1995年停運。

## 地理
沃肯達所處的海拔為高於海平面201米（即659英呎），而該地所採用的時區為UTC-6，即北美中部時區（CST）。同時該地設有夏令時間，為UTC-6調快一小時，即UTC-5（CDT）。